# Augment de mostreig (processament del senyal)

Figura 1: Representació d'un producte puntual, que resulta en una mostra de sortida (en verd), per al cas L=4, n=9, j=3. Es representen tres "zeros inserits" conceptuals entre cada parell de mostres d'entrada. Ometre'ls del càlcul és el que distingeix un filtre multitaxa d'un filtre monorate.

En el processament de senyals digitals, el mostreig superior, l'expansió i la interpolació són termes associats amb el procés de remostreig en un sistema de processament de senyal digital multivelocitat. El mostreig superior pot ser sinònim d' expansió, o pot descriure tot un procés d' expansió i filtrat (interpolació). Quan es realitza un sobremostreig en una seqüència de mostres d'un senyal o una altra funció contínua, es produeix una aproximació de la seqüència que s'hauria obtingut mostrant el senyal a una velocitat més alta (o densitat, com en el cas d'una fotografia). Per exemple, si l'àudio d'un disc compacte a 44.100 mostres/segon s'augmenta per un factor de 5/4, la freqüència de mostreig resultant és de 55.125.

## Mostra superior per un factor sencer
L'augment de la taxa d'un factor L es pot explicar com un procés de 2 passos, amb una implementació equivalent que és més eficient:
1. Expansió: crea una seqüència, {\displaystyle x_{L}[n],} que inclou les mostres originals, {\displaystyle x[n],} separats per L−1 zeros. Una notació per a aquesta operació és: {\displaystyle x_{L}[n]=x[n]_{\uparrow L}.}
2. Interpolació: suavitzar les discontinuïtats amb un filtre de pas baix, que substitueix els zeros.

En aquesta aplicació, el filtre s'anomena filtre d'interpolació i el seu disseny es discuteix a continuació. Quan el filtre d'interpolació és de tipus FIR, la seva eficiència es pot millorar, ja que els zeros no aporten res als seus càlculs de producte puntual. És fàcil ometre-los tant del flux de dades com dels càlculs. El càlcul realitzat per un filtre FIR d'interpolació múltiple per a cada mostra de sortida és un producte puntual:

| {\displaystyle y[j+nL]=\sum _{k=0}^{K}x[n-k]\cdot h[j+kL],\ \ j=0,1,\ldots ,L-1,} i per qualsevol {\displaystyle n} | \| \| \| \| \| \| \| \| | (Eq.1) |
| |                         |        |
| |                         |        |

Figura 2: El primer triangle del primer gràfic representa la transformada de Fourier X (f) d'una funció contínua x(t). La totalitat del primer gràfic representa la transformada de Fourier en temps discret d'una seqüència x[n] formada per mostreig de la funció contínua x(t) a una velocitat baixa d' 1/T. El segon gràfic mostra l'aplicació d'un filtre de pas baix a una velocitat de dades més alta, implementat mitjançant la inserció de mostres de valor zero entre les originals. I el tercer gràfic és el DTFT de la sortida del filtre. La taula inferior expressa l'amplada de banda màxima del filtre en diverses unitats de freqüència utilitzades per les eines de disseny de filtres.

on la seqüència h [•] és la resposta d'impuls del filtre d'interpolació, i K és el valor més gran de k per al qual h [j+kL] és diferent de zero. En el cas L=2, h [•] es pot dissenyar com un filtre de mitja banda, on gairebé la meitat dels coeficients són zero i no cal incloure'ls en els productes de punts. Els coeficients de resposta a impulsos presos a intervals de L formen una subseqüència, i hi ha L aquestes subseqüències (anomenades fases) multiplexades juntes. Cada una de les L fases de la resposta d'impuls està filtrant els mateixos valors seqüencials del flux de dades x [•] i produeix un dels L valors de sortida seqüencials. En algunes arquitectures multiprocessador, aquests productes de punts es realitzen simultàniament, en aquest cas s'anomena filtre polifàsic.

## Disseny del filtre d'interpolació
Deixar {\displaystyle X(f)} sigui la transformada de Fourier de qualsevol funció, {\displaystyle x(t),} les mostres de les quals en algun interval, {\displaystyle T,} igual a {\displaystyle x[n]} seqüència. Aleshores, la transformada de Fourier en temps discret (DTFT) de la {\displaystyle x[n]} La seqüència és la representació de la sèrie de Fourier d'una suma periòdica de {\displaystyle X(f).}Quan {\displaystyle T} té unitats de segons, {\displaystyle f} té unitats de hertz (Hz). Mostreig {\displaystyle L} vegades més ràpid (a intervals {\displaystyle T/L}) augmenta la periodicitat en un factor de {\displaystyle L:}

| {\displaystyle {\frac {L}{T}}\sum _{k=-\infty }^{\infty }X\left(f-k\cdot {\frac {L}{T}}\right),} | \| \| \| \| \| \| \| \| | (Eq.3) |
|                                                                                                  |                         |        |
|                                                                                                  |                         |        |
que també és el resultat desitjat de la interpolació. Un exemple d'aquestes dues distribucions es mostra als gràfics primer i tercer de la figura 2.